# Iglesia de San José (Medellín)
La Iglesia de San José es un templo religioso de culto católico bajo la advocación de San José, está ubicada en el centro de la ciudad de Medellín, y pertenece al conjunto de templos que se encuentran en el centro de la ciudad.
El templo está situado en la esquina entre la Avenida Oriental y la calle Ayacucho, justo en frente de la estación homónima del Tranvía de Ayacucho del Metro de Medellín.

## Historia
En las proximidades del lugar donde hoy se levanta este templo, existió desde 1720 una capilla dedicada a San Lorenzo. 
Para mediados del siglo XIX, esa capilla había venido a menos por falta de aseo y cuidado de su mayordomo; otra capilla, la de San Francisco, llamada comúnmente de San Francisquito, situada en la Plaza principal, hoy Parque de Berrío (donde actualmente está el edificio de la Colombiana de Tabaco), corría suerte parecida.

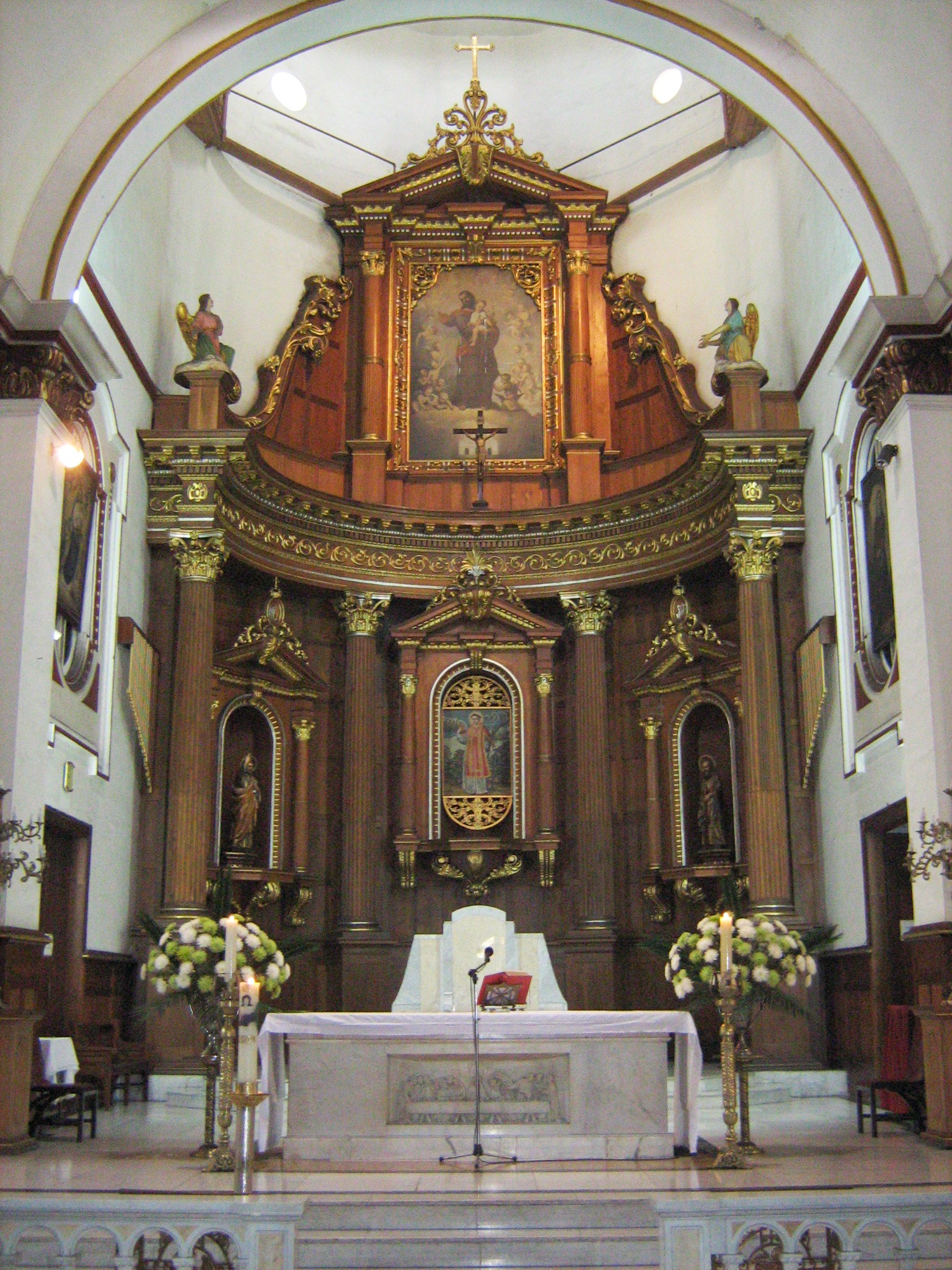
Altar mayor.

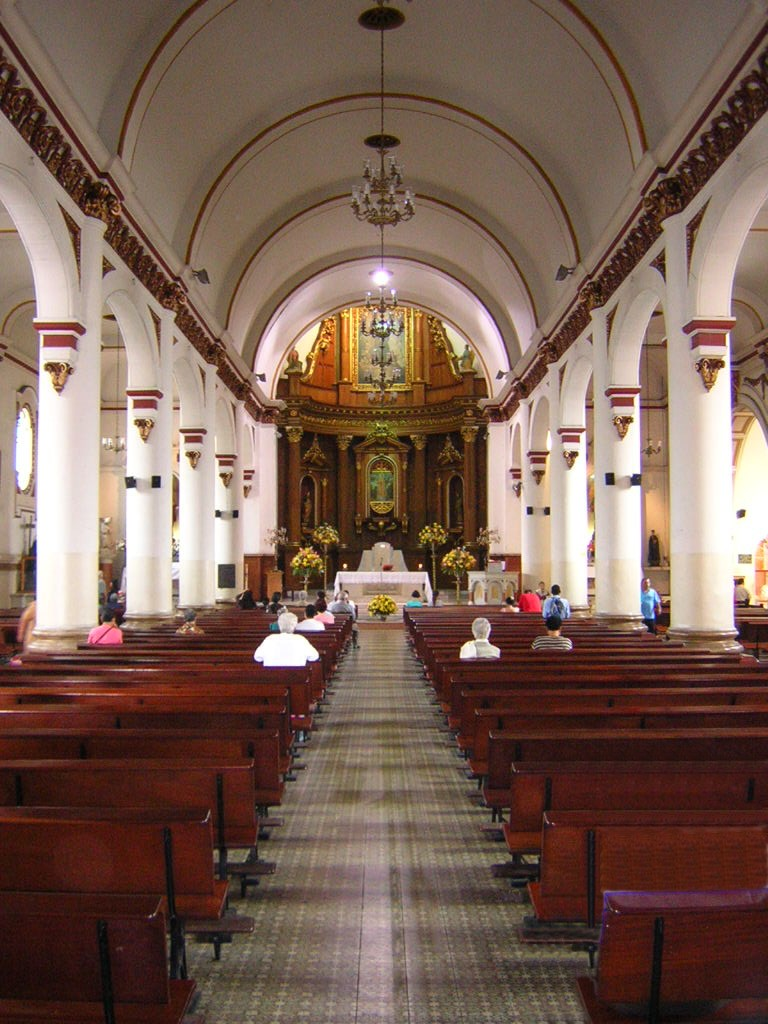
Nave Central.

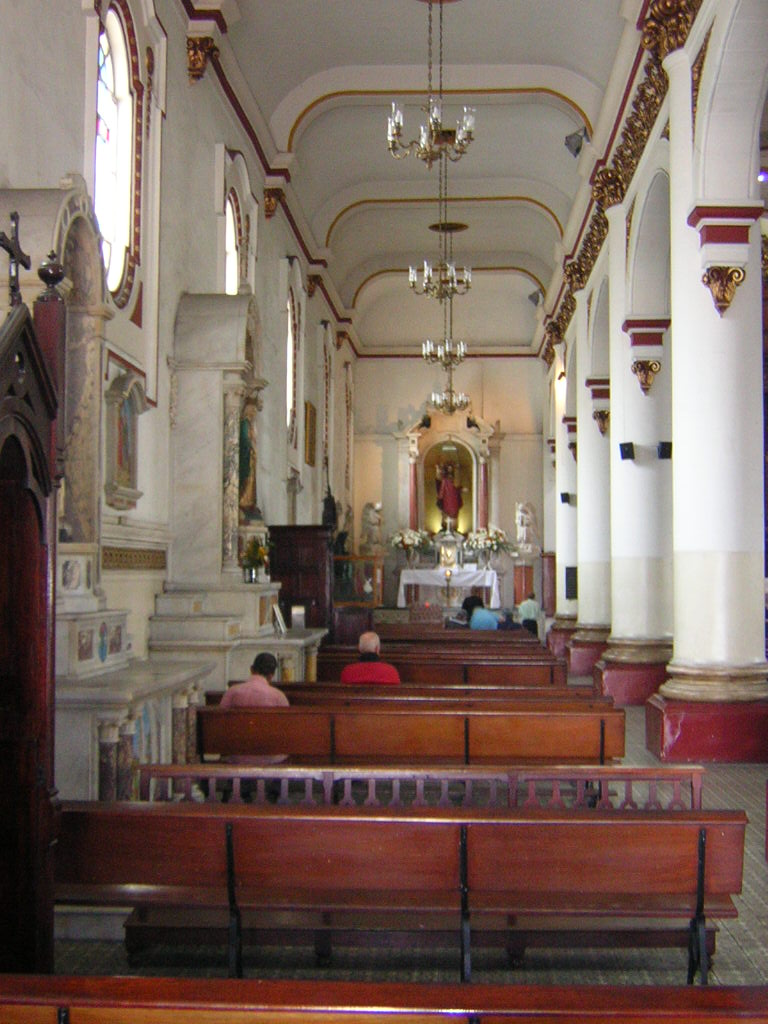
Nave lateral izquierda.

El señor obispo de Antioquia, Juan de la Cruz Gómez Plata en visita pastoral a la Parroquia de La Candelaria dio varias determinaciones sobre el futuro de estas capillas y el origen del Templo de San José.
En 1847 ordenó que se suprimieran y se abolieran las capillas de San Francisco y de San Lorenzo, para lo cual se procedió a profanarlas y destruirlas; que los terrenos se vendieran, e igualmente, cerca de San Lorenzo, se edificara un nuevo templo en honor a San José, el cual será el patrono principal, siéndolos también San Francisco, cuya imagen ocupará la derecha del altar y San Lorenzo que se pondrá su imagen en la izquierda. Asimismo el nuevo templo fuera confiado a los padres jesuitas.
Las imágenes, ornamentos, alhajas, altares y todos los muebles pertenecientes a las capillas de San Francisco y San Lorenzo pertenecerán en adelante a la nueva Iglesia de San José.
Para encargarse de la construcción se creó una junta, integrada por Nicolás Gómez como Presidente, y José Antonio Escobar como Tesorero. A la cual se le ordenó hacer el plano o diseño para el nuevo templo que “debe ser hermoso y al gusto del día”, o sea al de ese tiempo; sin embargo, se desconoce quién fue el autor del plano.
Pero el 18 de mayo de 1850 el General José Hilario López decretó la expulsión de los Jesuitas de toda la nación. A los de Medellín les concedieron 48 horas para salir desterrados. Diez Padres Jesuitas salieron por Rionegro, Marinilla, El Peñol y Nare.
Retirados los jesuitas solo estaban construido los muros y el techo, la terminación del templo quedó bajo el cuidado de la Junta constructora, y del culto se encargaron los párrocos de La Candelaria, de la que San José quedó como Viceparroquia.
Fueron dos los párrocos que por treinta y cuatro años estuvieron atentos a la conservación del templo y a los servicios espirituales, antes de que allí se trasladara la Parroquia de La Catedral (pues al ser la iglesia de la Candelaria iglesia catedralicia, la parroquia de dicho templo fue desplazada).
El 1884 regresan a Medellín los primeros jesuitas desde el Ecuador. La obra se culminó en 1892. Sin embargo, hasta 1902 se culminó la reconstrucción del nuevo frontis, a cargo del jesuita y arquitecto Félix Pereira.
En este templo se conservan: el cuadro del primer Patrono que tuvo Medellín, San Lorenzo, cedido por el fundador de San Lorenzo de Aburrá (donde hoy queda el Parque de El Poblado), Francisco Herrera y Campuzano. también se encuentra el cuadro de Francisco Antonio Cano "Bautismo de Jesús" y el gran retablo de San José patrono de la parroquia.
La pila ubicada en el atrio de esta iglesia es obra del maestro Francisco Antonio Cano y fue financiada por la Sociedad de Mejoras Públicas de Medellín. Su parte frontal mira a lo que hoy se conoce como la calle Ayacucho, porque antes esta era la vía principal

## Órgano
El órgano del templo fue en sus inicios un órgano de 22 juegos o registros (sonidos),construido en 1920 por Pablo Xucla, destacado organero español, pero luego de una reconstrucción realizada por el organero alemán Oskar Binder y la Casa Walcker que sufrió en 1956, el instrumento ahora es un órgano E.F. Walcker, opus 3339. El instrumento cuenta con tres mil flautas, 44 registros (sonidos), una consola con tres teclados manuales y un teclado que se toca con los pies (pedalero), lo que lo convierte en el tercer órgano más grande de Colombia.
El órgano fue sometido, entre 2010 y 2015, a una restauración realizada por el organero profesional Juan Carlos Ángel, quien lo salvó del lamentable estado en que lo halló, pues el instrumento había sufrido dos intervenciones fallidas que lo destruyeron en un 50%.

## Horarios de Eucaristías
| Horario de misas                                    |
| Domingos                                            |
| --------------------------------------------------- |
| 7 a. m., 8 a. m., 10 a. m., 12 m., 5 p. m., 6 p. m. |
| Lunes a sábado 7 a. m., 8 a. m., 12 m. y 6 p. m.    |
| Martes 4:30 p. m.                                   |